# Anilios
Anilios – rodzaj węży z podrodziny Asiatyphlopinae w rodzinie ślepuchowatych (Typhlopidae).

## Zasięg występowania
Rodzaj obejmuje gatunki występujące w Indonezji, Papui-Nowej Gwinei i Australii.

## Systematyka

### Etymologia
- Anilios: J.E. Gray nie wyjaśnił etymologii[2]; gr. przedrostek negatywny αν- an-; ἡλιος hēlios „słońce”[8].
- Libertadictus: nowołac. libertadictus „oddany wolności”, od łac. libertus „uwolnić”, od liber, libera „wolny”[3]. Gatunek typowy: Onychocephalus bituberculatus Peters, 1863.
- Sivadictus: nowołac. sivadictus „oddany niszczeniu i odbudowie”[4]. Gatunek typowy: Anilios nigrescens J.E. Gray, 1845.
- Austrotyphlops: łac. australis „południowy”, od auster, austri „południe”; gr. τυφλωψ tuphlōps, τυφλωπος tuphlōpos „ślepy wąż”[5]. Gatunek typowy: Anilios nigrescens J.E. Gray, 1845.

### Podział systematyczny
Do rodzaju należą następujące gatunki:

- Anilios affinis (Boulenger, 1889)
- Anilios ammodytes (Montague, 1914)
- Anilios aspina (Couper, Covacevich & Wilson, 1998)
- Anilios australis Gray, 1845
- Anilios batillus (Waite, 1894)
- Anilios bicolor (Peters, 1858)
- Anilios bituberculatus (Peters, 1863)
- Anilios broomi (Boulenger, 1898)
- Anilios centralis (Storr, 1984)
- Anilios chamodracaena (Ingram & Covacevich, 1993)
- Anilios diversus (Waite, 1894)
- Anilios endoterus (Waite, 1918)
- Anilios erycinus (Werner, 1901)
- Anilios fossor Shea, 2015
- Anilios ganei (Aplin, 1998)
- Anilios grypus (Waite, 1918)
- Anilios guentheri (Peters, 1865)
- Anilios hamatus (Storr, 1981)
- Anilios howi (Storr, 1983)
- Anilios insperatus Venchi, Wilson & Borsboom, 2015
- Anilios kimberleyensis (Storr, 1981)
- Anilios leptosoma (Robb, 1972)
- Anilios leucoproctus (Boulenger, 1889)
- Anilios ligatus (Peters, 1879)
- Anilios longissimus (Aplin, 1998)
- Anilios margaretae (Storr, 1981)
- Anilios micromma (Storr, 1981)
- Anilios minimus (Kinghorn, 1929)
- Anilios nema (Shea & Horner, 1997)
- Anilios nigrescens Gray, 1845
- Anilios obtusifrons Ellis & Doughty, 2017
- Anilios pilbarensis (Aplin & Donnellan, 1993)
- Anilios pinguis (Waite, 1897)
- Anilios proximus (Waite, 1893)
- Anilios robertsi (Couper, Covacevich & Wilson, 1998)
- Anilios silvia (Ingram & Covacevich, 1993)
- Anilios splendidus (Aplin, 1998)
- Anilios systenos Ellis & Doughty, 2017
- Anilios torresianus (Boulenger, 1889)
- Anilios tovelli (Loveridge, 1945)
- Anilios troglodytes (Storr, 1981)
- Anilios unguirostris (Peters, 1867)
- Anilios vagurima Ellis, 2019
- Anilios waitii (Boulenger, 1895)
- Anilios wiedii (Peters, 1867)
- Anilios yampiensis (Storr, 1981)
- Anilios yirrikalae (Kinghorn, 1942)
- Anilios zonula Ellis, 2016